# Gwasjugi
Gwasjugi (russisch Гвасюги) ist ein Dorf in der russischen Region Chabarowsk mit 211 Einwohnern (Stand 1. Oktober 2021).
Gwasjugi liegt am mittleren Lauf des Flusses Chor und ist eine überwiegend von Angehörigen des Tungusenvolks der Udehe bewohnter Ort. Von den etwa 1700 Udehe in Russland leben um 200 in Gwasjugi. Das Dorf ist jedoch keine traditionelle Udehe-Siedlung. Ursprünglich lebten diese im Bereich der Mündung des Flusses Sukpai in den Chor und wurden dann in Gwasjugi angesiedelt.
2003 wurde in Gwasjugi das ethnokulturelle Touristenzentrum Solnze (deutsch Sonne) errichtet. Dieses besteht aus einem Freilichtmuseum und einer Veranstaltungshalle, in der folkloristische Vorstellungen stattfinden.